# Hemiberlesia ignobilis
Hemiberlesia ignobilis är en insektsart som beskrevs av Ferris 1941. Hemiberlesia ignobilis ingår i släktet Hemiberlesia och familjen pansarsköldlöss.
Artens utbredningsområde är Panama. Inga underarter finns listade i Catalogue of Life.